# Cenchrus palmeri
Cenchrus palmeri är en gräsart som beskrevs av George Vasey. Cenchrus palmeri ingår i släktet tagghirser, och familjen gräs. Inga underarter finns listade i Catalogue of Life.